# روزا ريو
روزا ريو (بالإنجليزية: Rosa Rio)‏ هي عازفة الأرغن أمريكية، ولدت في 2 يونيو 1902 في نيو أورلينز في الولايات المتحدة، وتوفيت في 13 مايو 2010 في Sun City Center, Florida ‏ في الولايات المتحدة.

## وصلات خارجية
- روزا ريو على موقع IMDb (الإنجليزية)
- روزا ريو على موقع ميوزك برينز (الإنجليزية)